# Krzysztof Borowski (ur. 1967)
Krzysztof Borowski (ur. 1967) – polski architekt, urbanista i nauczyciel akademicki, profesor Politechniki Poznańskiej.

## Życiorys
Autor i współautor ponad 100 projektów w zakresie zespołów urbanistycznych, planowania przestrzennego, architektury usługowo-handlowej, mieszkaniowej, biurowej i przemysłowej. Laureat ogólnopolskich i międzynarodowych konkursów urbanistyczno-architektonicznych. W 2012 Bulwary Nadwarciańskie w Koninie jego autorstwa zostały uznane za najlepszą nowo wykreowaną przestrzeń publiczną w Polsce przez Towarzystwo Urbanistów Polskich.
Absolwent Politechniki Poznańskiej na kierunku architektura i urbanistyka (1993). W 1998 założył autorską pracownię projektową BOROWSKI-ARCHITEKCI.
Członek Stowarzyszenia "Psychologia i Architektura" (Przewodniczący Komisji Rewizyjnej), koordynator projektów Forum UNESCO Universidade e Património Lisboa-Madryt-Poznań.